# Holodiscus argenteus

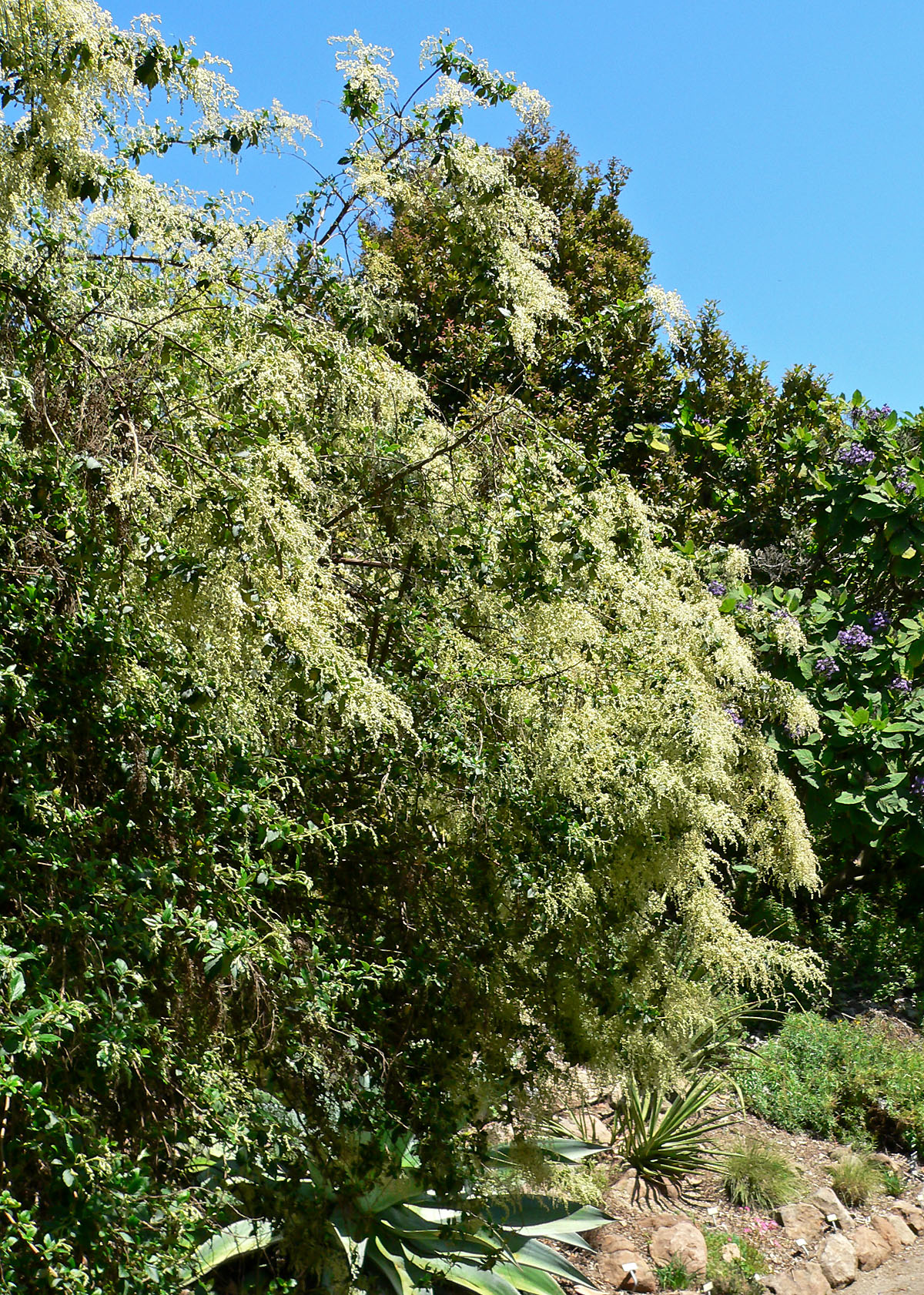

Holodiscus argenteus es una especie de arbusto de la familia de las rosáceas, que se encuentra desde México hasta Colombia, entre los 2100 y 3500 m de altitud, en los estratos bajos de los bosques o en los bordes de bosques alterados.

## Descripción
Alcanza de 1 a 3 m de altura. Tallos delgados, un poco recurvados, con corteza suelta, gris oscura a marrón. Hojas pequeñas, ovalesolanceoladas, glabras, de color verde fuerte por la haz, envés seríceo blanquecino con nervios marcados y pelos suaves plateados brillantes; pecíolos cortos, ápice agudo. Inflorescencia en panículas piramidales, de 5 a 15 cm de largo; sépalos de 2 a 3 mm de largo, con pelos blancos; pétalos blancos ovados, de 2 a 5 mm de longitud. Fruto de 2 cm de longitud